# Cítion (Làrnaca)

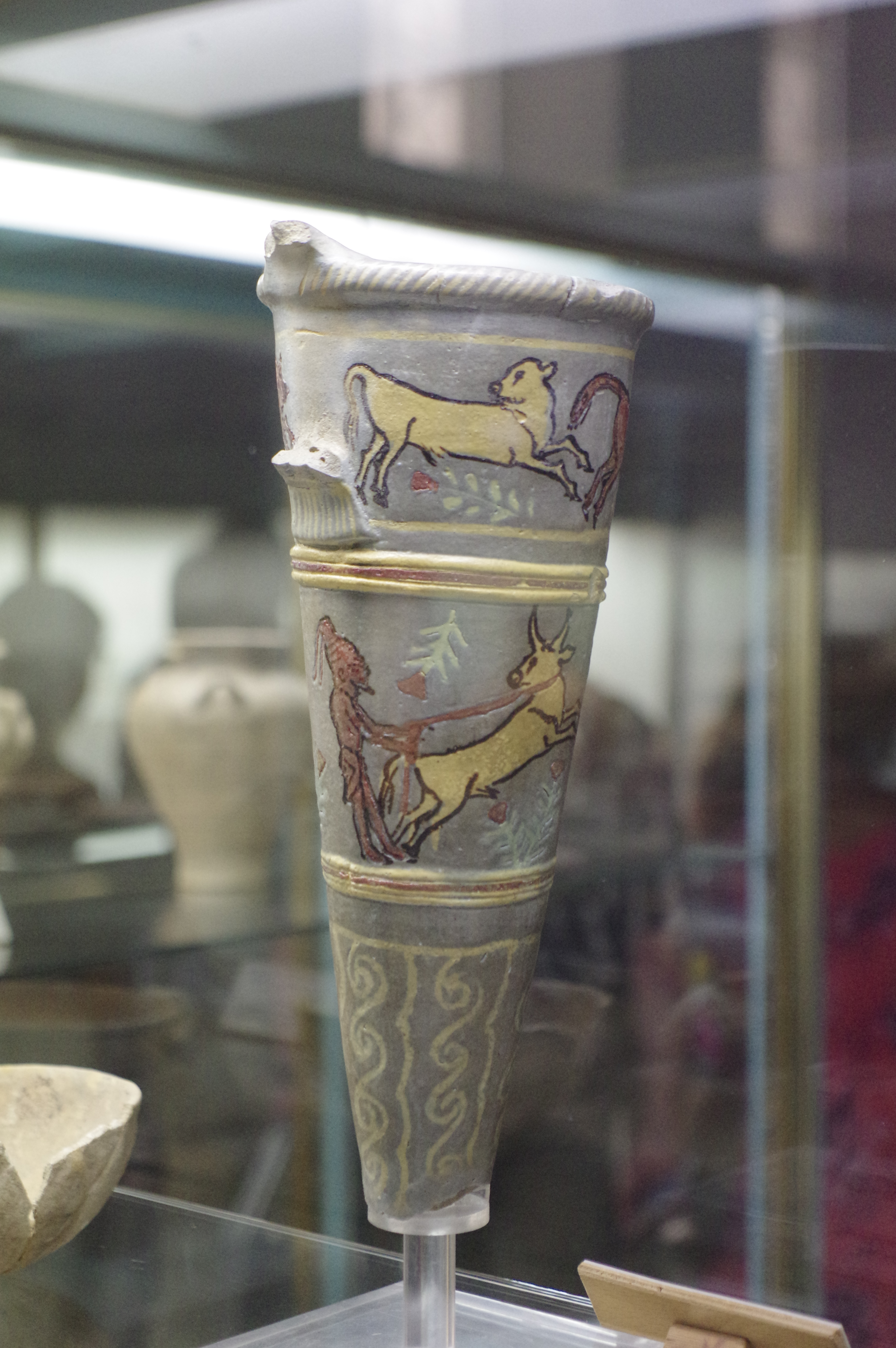
Ríton de pis amb incrustacions d'esmalt, ae, Museu de Nicòsia

Cítion (en grec: Κίτιον, Kítion; púnic: 𐤊𐤉, KT, o 𐤊𐤕𐤉 , KTY), també coneguda pel seu nom llatí Citium, era una ciutat estat de la costa sud de Xipre (en l'actual Làrnaca).
El seu resident més famós fou Zenó de Cítion, nascut ací el c. 334 abans de la nostra era i fundador de l'escola estoica filosòfica, que va ensenyar a Atenes des d'aproximadament el 300 ae.

## Nom
Es considera que kꜣṯꜣj en una inscripció egípcia que data del període del faraó Ramsés III (1198-1116 abans de la nostra era), que es troba al Temple de Medinet Habu entre els noms d'altres ciutats xipriotes, i que es refereix a Cítion. Flavi Josep identifica la ciutat amb el nom de Quitim, usat pels hebreus per a designar tota l'illa de Xipre i fins i tot les terres de més a l'oest.

## Història

Mapa que mostra les deu antigues ciutats estat gregues de Xipre, amb Cítion al sud-est

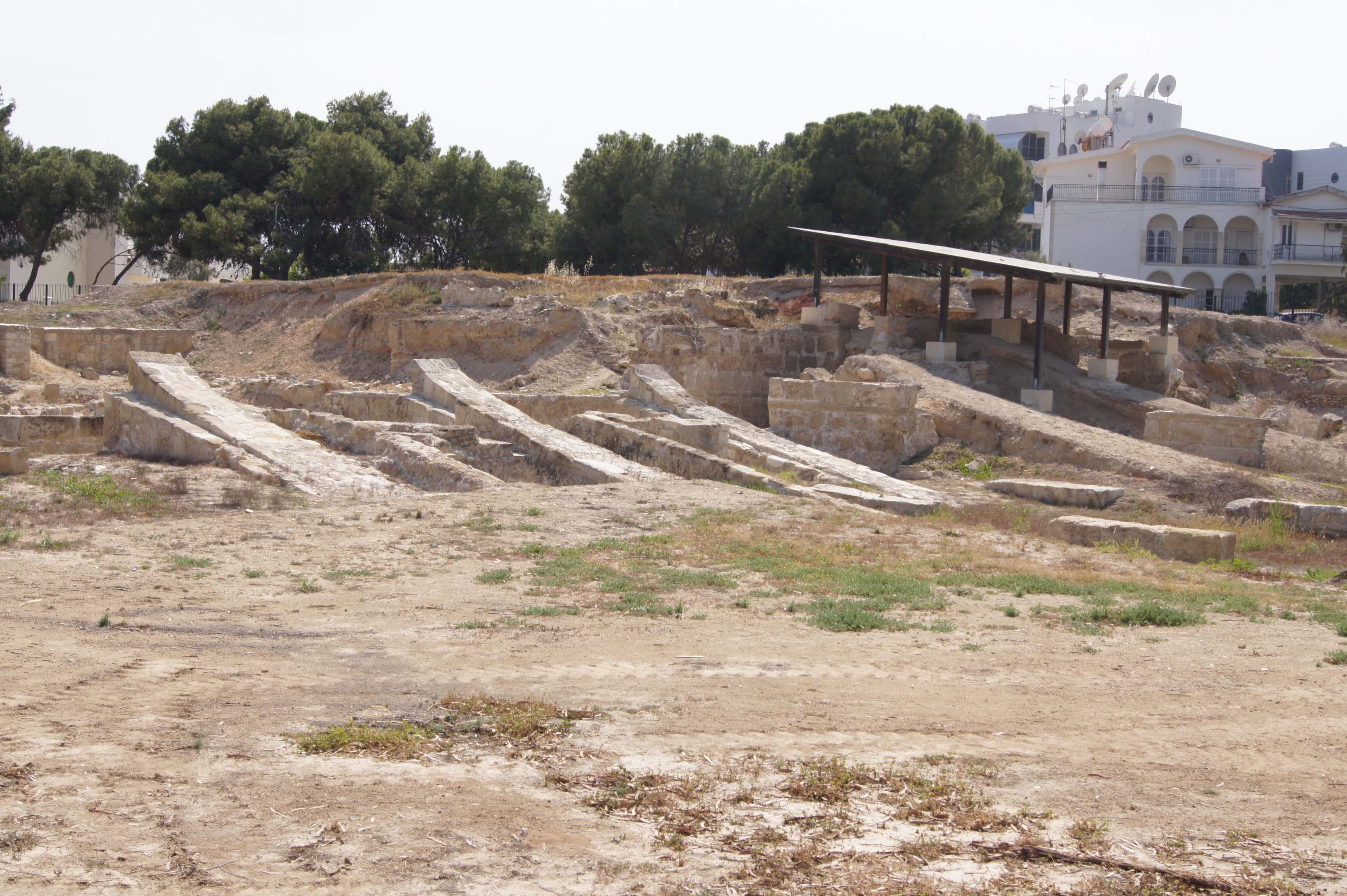
Drassana fenícia de Cítion

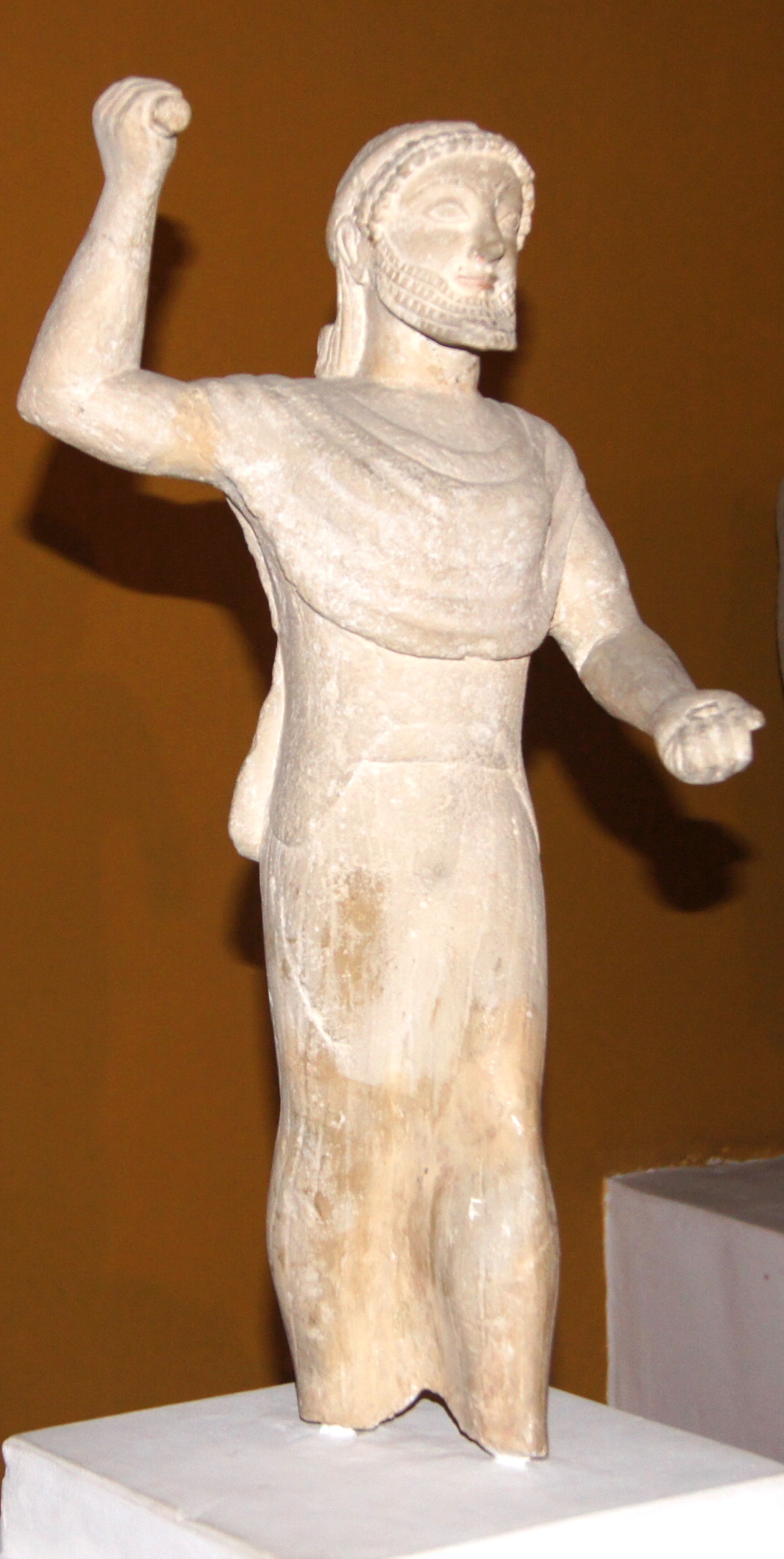
Zeus Keraunios, 500-480 ae, Museu de Nicòsia

La ciutat estat de Cítion es va fundar en el segle xiii abans de la nostra era.
Els micènics es van establir per primera vegada a l'àrea per tal d'explotar-hi el coure, però l'assentament desaparegué dos segles després.
Hi apareixen nous elements culturals entre el 1200 ae i el 1000 ae (objectes personals, ceràmica, noves formes arquitectòniques), que són indicis de canvis polítics significatius després de l'arribada dels aqueus, els primers colons grecs de Cítion.
A la primeria del segle xii ae, la ciutat fou reconstruïda a major escala; la muralla de tova fou reemplaçada per una muralla ciclòpia. Al voltant del 1000 ae, el sector religiós de la ciutat fou abandonat, tot i que la vida sembla haver continuat en altres àrees com ho indiquen les troballes en les tombes.
La documentació literària indica una presència fenícia primerenca també a Cítion, sota el domini de Tir a començament del segle x ae. Alguns comerciants fenicis que es creia que procedien de Tir colonitzaren la zona i van expandir la influència política de Cítion. Del c. 850 ae ençà els santuaris de Kathari foren reconstruïts i reutilitzats pels fenicis.(6)
Xipre estigué dominat per Egipte del 570 al 545 ae, i Pèrsia la va governar des del 545 ae. Es fa referència als reis de la ciutat pel seu nom des de l'any 500 ae en textos fenicis i en inscripcions de monedes.
Marguerite Yon afirma que els textos i inscripcions indiquen que en el període clàssic grec Cítion era un dels principals poders locals, juntament amb la seua veïna Salamina. El 499 ae, els regnes xipriotes (inclòs Cítion) s'ajuntaren a la revolta de Jònia contra Pèrsia.
Ptolemeu I Soter va conquistar Xipre al 312 ae, assassinà Pumayyaton, el rei fenici de Cítion, i en va cremar els temples. Poc després, es van dissoldre les ciutats estat xipriotes i es va abolir la dinastia fenícia de Cítion. Després d'això, la zona va perdre el caràcter religiós.
Una colònia comercial de Cítion establerta al Pireu, però, havia prosperat fins al punt que, al 233 ae, van sol·licitar i van rebre permís per a la construcció d'un temple dedicat a Astarte.
La República Romana va ocupar Xipre en el 58 ae.
Uns greus terratrèmols van assotar la ciutat l'any 76 i l'any següent, però la ciutat sembla haver estat pròspera durant l'època romana. Un curator civitatis, o administrador financer urbà, fou enviat a Cítion des de Roma durant el govern de Septimi Sever.
Els terratrèmols del 322 i 342 van destruir no sols Cítion, sinó també Salamina i Pafos.

## Jaciments arqueològics
Cítion fou excavada per primera vegada per un equip d'arqueòlegs de Suècia el 1929 (dirigit per Einar Gjerstad). Més tard, el Departament d'Antiguitats de Xipre, sota la direcció de Vasos Karageorghis, va emprendre treballs arqueològics a l'àrea de Kathari entre el 1959 i 1981. Al jaciment de Bamboula fou un equip francés de la Universitat de Lió qui hi va realitzar excavacions a partir del 1976.

### Jaciment de Kathari (o Àrea II)

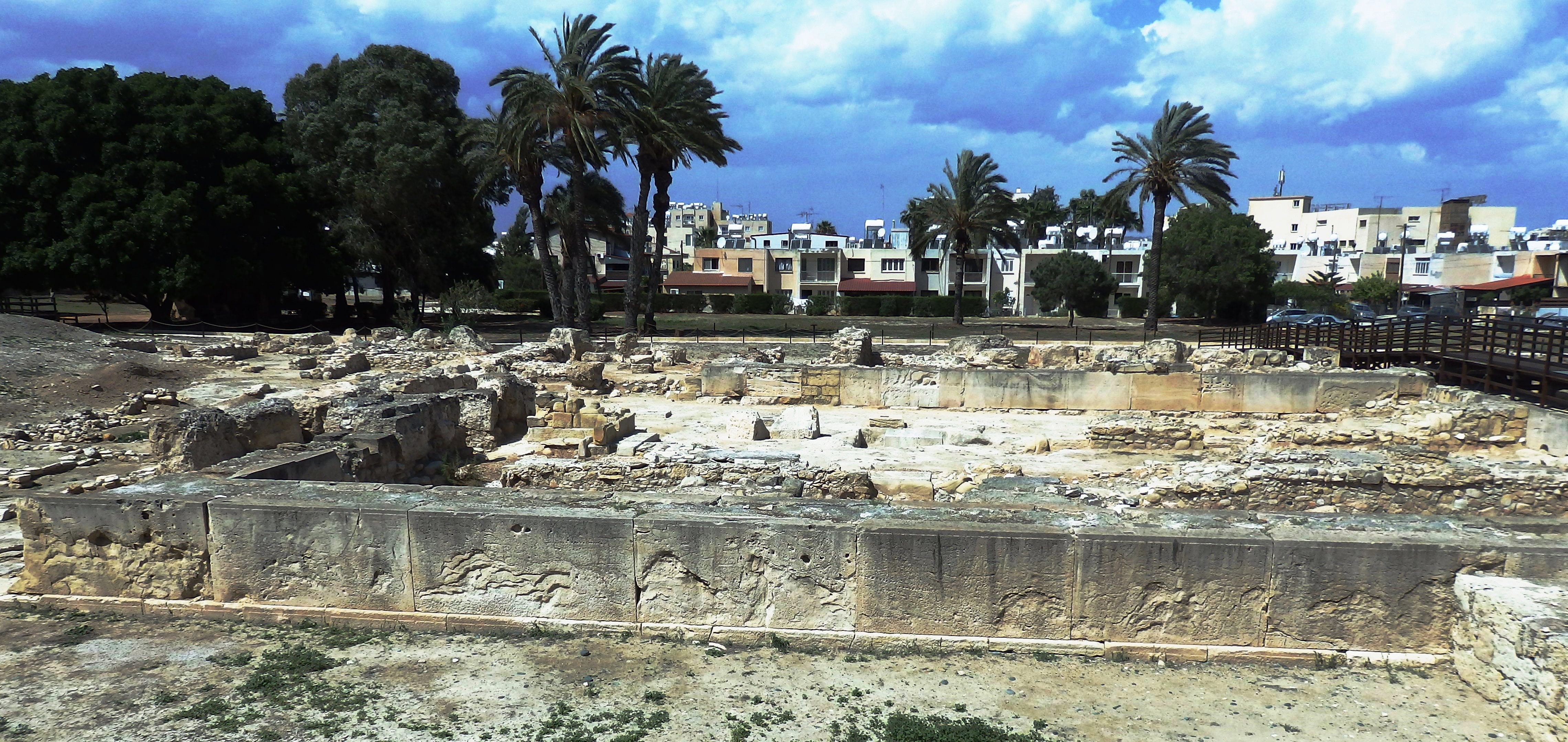
Gran temple, Cítion

Aquest jaciment és a uns 500 metres al nord del jaciment de Bamboula i, a vegades, se'l denomina "Àrea II de Cítion".
Les excavacions han tret part d'un mur defensiu, que data del segle xiii ae i restes de cinc temples, inclosos els murs ciclopis. Les dimensions (horitzontals) del temple més gran eren de 35 m per 22 m, i és construït amb carreus. El temple (2) el van reconstruir al voltant del 1200 ae. El temple (1) té grafits de vaixells de l'edat del bronze tardana a la façana del mur sud.
El 2016, a prop del jaciment de Kathari aparegué un mosaic romà de 20 m de llarg que mostra els dotze treballs d'Hèracles en una casa de banys. Es trobà sota el carrer Kyriakou Matsi en netejar un embornal.

### Jaciment de Bamboula

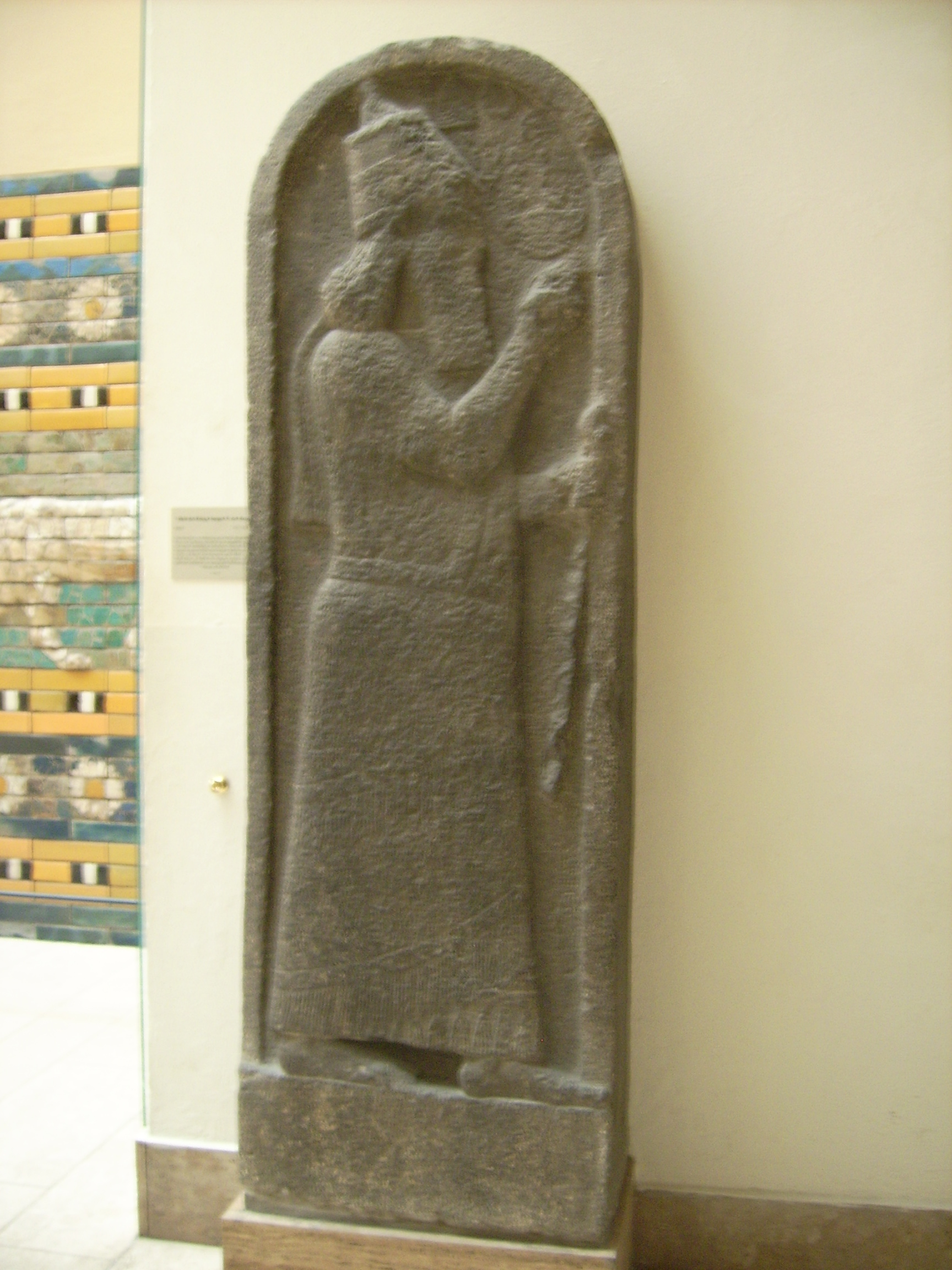
L'estela de Sargon I; rèplica al Museu de Làrnaca

El jaciment és a uns 50 metres al nord del Museu Arqueològic de Làrnaca. El 1845 es va trobar ací l'Estela de Sargon I, juntament amb una placa d'argent daurat ara al Louvre.
S'hi han trobat restes d'assentaments que daten del segle x ae, al llarg de les muralles al costat del port de Bamboula. I també restes d'un gran santuari l'origen del qual se situa en el segle ix ae, que va ser ampliat en èpoques posteriors, a més d'altres edificis. A Cítion adoraven deïtats fenícies (Astarte, Melcart, Eshmun) i també egípcies (Hator, Bes, Horus).
El 1987 es va descobrir el port fenici per a vaixells de guerra, del segle v ae. En l'etapa final, contenia hangars de 6 metres d'ample i entre 38 i 39 metres de llarg, amb vies de navegació en què es tiraven trirrems per a assecar sota sostres de teules.(10)

### Altres jaciments arqueològics
A Cítion s'han descobert cinc hipogeus: la tomba de Vangelis, la de Godham, la de Faneromeni i la de Turabi Tekke. Al cementeri de Turabi Tekke, a la fi del segle xix, es trobaren dues esteles importants amb inscripcions en fenici. Encara són al Museu Britànic.
L'Àrea I de Cítion, a prop de la muralla occidental del període prefenici, sembla que fou una zona residencial segons les troballes. Les Àrees III i IV són altres zones arqueològiques de Cítion. La "porta del monticle" de la muralla de la ciutat era a la rodalia al nord-oest de la tomba de Faneromeni. També hi havia una acròpoli.

#### Necròpoli
Sophocles Hadjisavvas explicava que la necròpoli de Cítion és la més investigada de l'illa de Xipre. La necròpoli s'estén des d'Agios Prodromos i l'àrea d'Agios Ioannis Pervolia i Mnemata (Necròpoli del Nord) fins a Agios Georghios Kontos i l'església de Chrysosotiros (Necròpoli Occidental).